# Färöischer Fußballpokal der Frauen 2009
Der Färöische Fußballpokal der Frauen 2009 fand zwischen dem 29. April und 4. Juli 2009 statt und wurde zum 20. Mal ausgespielt. Im Endspiel, welches im Gundadalur-Stadion in Tórshavn auf Kunstrasen ausgetragen wurde, siegte AB Argir mit 2:1 gegen Titelverteidiger KÍ Klaksvík.
AB Argir und KÍ Klaksvík belegten in der Meisterschaft die Plätze zwei und eins. Mit 07 Vestur/MB Miðvágur erreichte ein Zweitligist das Halbfinale.
Für AB Argir war es der erste Sieg bei der zweiten Finalteilnahme, für KÍ Klaksvík die sechste Niederlage bei der 13. Finalteilnahme.

## Teilnehmer
Teilnahmeberechtigt waren folgende zehn A-Mannschaften der ersten und zweiten Liga:
| 1. Deild                                                                       | 2. Deild                                                   |
| AB Argir B68 Toftir/NSÍ Runavík EB/Streymur KÍ Klaksvík Skála ÍF Víkingur Gøta | 07 Vestur/MB Miðvágur HB Tórshavn ÍF Fuglafjørður VB/Sumba |

## Modus
Sämtliche Erstligisten waren für das Viertelfinale gesetzt. Die verbliebenen Mannschaften spielten in einer Runde die restlichen beiden Teilnehmer aus. Alle Runden wurden im K.-o.-System ausgetragen.

## 1. Runde
Die Partien der 1. Runde fanden am 29. April und 3. Mai statt.
|                 | Ergebnis     |                       |
| --------------- | ------------ | --------------------- |
| ÍF Fuglafjørður | 0:8 (0:5)    | 07 Vestur/MB Miðvágur |
| HB Tórshavn     | 14:5 (3:2) 1 | VB/Sumba              |

## Viertelfinale
Die Viertelfinalpartien fanden am 21. Mai statt.
|               | Ergebnis  |                        |
| ------------- | --------- | ---------------------- |
| AB Argir      | 2:0 (1:0) | Skála ÍF               |
| EB/Streymur   | 2:4 (1:2) | 07 Vestur/MB Miðvágur  |
| VB/Sumba      | 1:4 (1:2) | KÍ Klaksvík            |
| Víkingur Gøta | 2:1 (1:0) | B68 Toftir/NSÍ Runavík |

## Halbfinale
Die Hinspiele im Halbfinale fanden am 1. Juni statt, die Rückspiele am 17. Juni.
|                       | Gesamt |               | Hinspiel  | Rückspiel |
| --------------------- | ------ | ------------- | --------- | --------- |
| 07 Vestur/MB Miðvágur | 1:9    | AB Argir      | 1:6 (0:3) | 0:3 (0:1) |
| KÍ Klaksvík           | 4:0    | Víkingur Gøta | 2:0 (1:0) | 2:0 (0:0) |

## Finale
| Paarung        | KÍ Klaksvík – AB Argir |
| Ergebnis       | 1:2 (0:1) |
| Datum          | 4. Juli 2009 |
| Stadion        | Gundadalur, Tórshavn |
| Zuschauer      | 200 |
| Schiedsrichter | Pætur Albinus (Tórshavn) |
| Tore           | 0:1 Mona Breckman (21.) 1:1 Sofía Purkhús (55.) 1:2 Mona Breckman (77.) |
| KÍ Klaksvík    | Randi Wardum – Ann Stauss, Ragna B. Patawary, Paula Mikkelsen, Eina S. Kalsø – Tove Sólheyg, Elsa Maria Simonsen, Rannvá B. Andreasen – Sofía Purkhús, Malena Josephsen , Sigrid Jacobsen Cheftrainer: Aleksandar Đorđević ( Serbien)                                                                                        |
| AB Argir       | Simona Heinesen – Rudi Rasmussen, Valgerð Andreasen, Asta E. Magnussen – Hellen Haraldsen, Rannvá G. Jarnskor (70. Steintóra G. Joensen), Bjørg Syderbø, Elin Kathrina Thomsen, Rannvá Poulsen (90. Barbara á Dunga), Olga Kristina Hansen – Mona Breckman (90. Ásleyg Súnadóttir) Cheftrainer: Lennard Petersen ( Dänemark) |
| Gelbe Karten   | Ragna B. Patawary – keine |

## Torschützenliste
Bei gleicher Anzahl von Treffern sind die Spielerinnen nach dem Nachnamen alphabetisch geordnet.
| Platz | Spieler              | Verein                | Tore |
| ----- | -------------------- | --------------------- | ---- |
| 1     | Jóna Hansen          | 07 Vestur/MB Miðvágur | 06   |
| 2     | Mona Breckman        | AB Argir              | 04   |
| 2     | Ásleyg Súnadóttir    | AB Argir              | 04   |
| 4     | Kristina S. Joensen  | 07 Vestur/MB Miðvágur | 03   |
| 5     | Miriam Akselsen      | 07 Vestur/MB Miðvágur | 02   |
| 5     | Una Egilsdóttir      | VB/Sumba              | 02   |
| 5     | Eina S. Kalsø        | KÍ Klaksvík           | 02   |
| 5     | Margit Magnusdóttir  | 07 Vestur/MB Miðvágur | 02   |
| 5     | Birita Mortansdóttir | HB Tórshavn           | 02   |
| 5     | Monika S. Samuelsen  | VB/Sumba              | 02   |